# Vilayet de Monastir
Pour les articles homonymes, voir Monastir (homonymie).
1864–1913
Entités précédentes :
- Pachalik de Roumélie

Entités suivantes :
- Royaume de Serbie
- Royaume de Grèce
- Gouvernement provisoire d'Albanie

Le vilayet de Monastir — en turc osmanli : ولايت مناستر (Vilâyet-i Manastır) ; en turc moderne : Manastır Vilayeti ; en albanais : vilajeti i manastirit ; en bulgare : Битолски вилает ; en macédonien : Битолски вилает ; en serbe : Битољски вилајет — était un vilayet de l'Empire ottoman. Son territoire s'étendait principalement en Macédoine, mais aussi à la Grèce et à l'Albanie. Sa capitale était Monastir (actuelle Bitola).

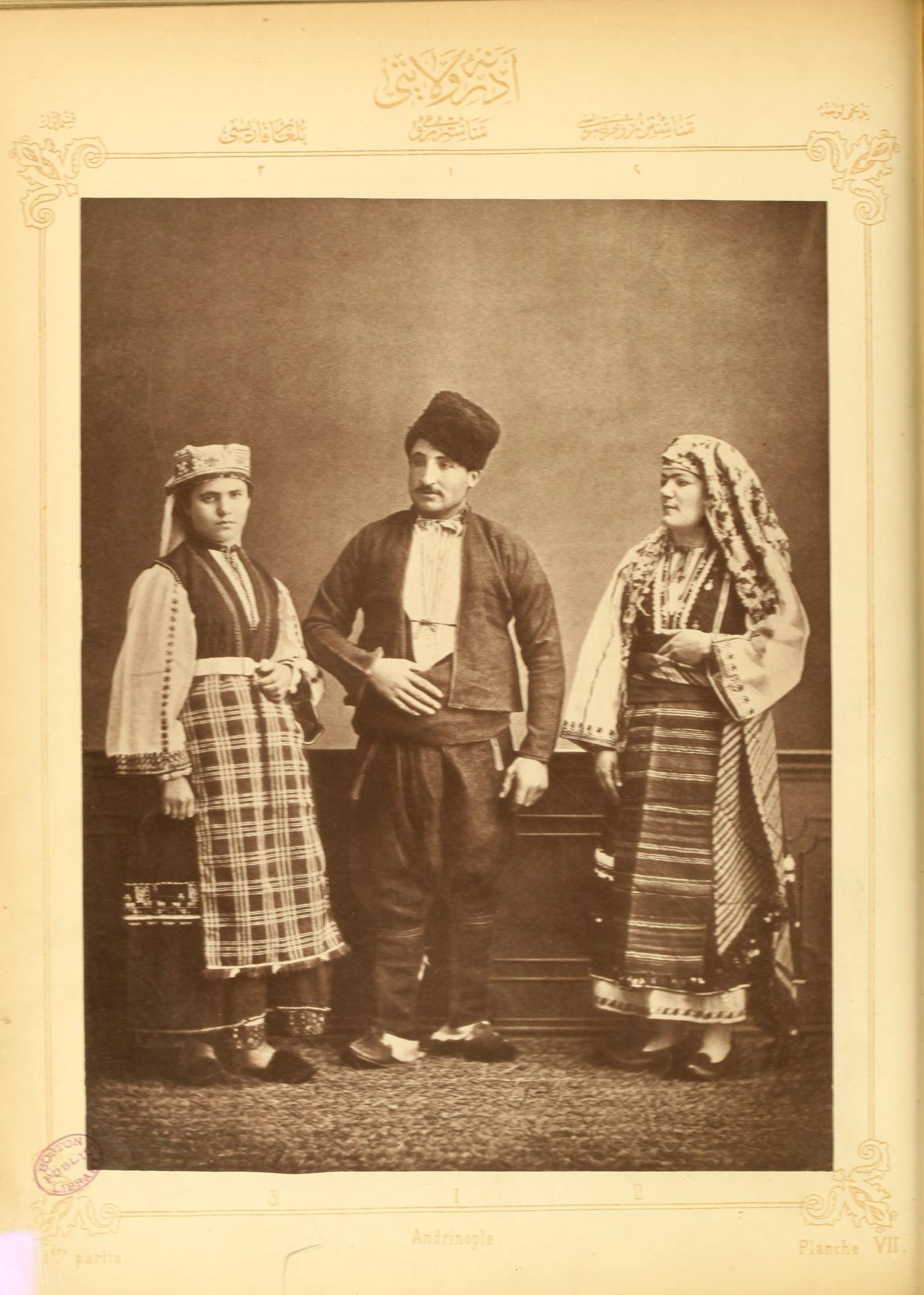
Paysans grecs et femme bulgare de la région de Monastir. Pavillon ottoman de l'exposition universelle de Vienne, Pascal Sebah, 1873.

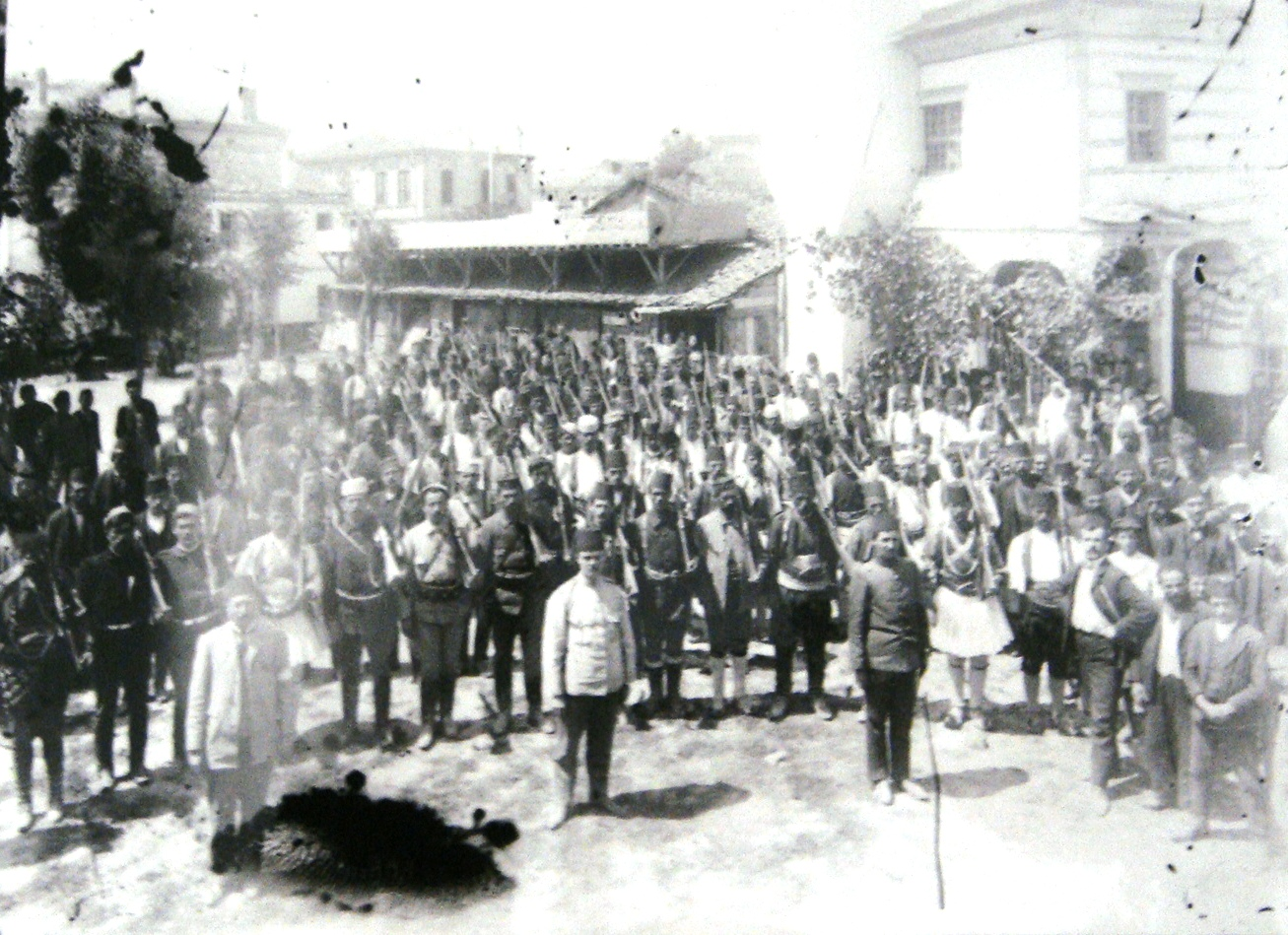
La garnison de Kastoria, commandée par Miftari Bey, entrant à Monastir pendant la révolution des Jeunes-Turcs en 1908.

## Histoire
En 1864, le pachalik de Roumélie (ou eyalet), qui avait Monastir pour capitale, est divisé en trois provinces : vilayet de Monastir, vilayet de Prizren (plus tard vilayet du Kosovo) et vilayet de Shkodra.
Le vilayet de Monastir, plus rural et moins industrialisé que celui de Salonique, est de population mélangée : en majorité slave (qualifiée de "bulgare" ou "macédonienne") au nord, grecque au sud, albanaise à l'ouest, avec une forte minorité d'Aroumains (Valaques). Il fait partie des territoires revendiqués à la fois par la Grèce et la Bulgarie dans la lutte pour la Macédoine.
À la suite de la révolte de 1876 et de la guerre russo-turque de 1877-1878, le vilayet de Monastir, avec la plus grande partie de la Macédoine, est attribué à la Bulgarie par le traité de San Stefano. Mais, à l'issue d'un congrès européen présidé par l'Allemagne, le traité de Berlin (1878) restitue la région à l'Empire ottoman.
Le vilayet connaît une nouvelle insurrection macédo-slave (insurrection d'Ilinden) en 1903, prolongée par une guérilla grecque au sud et une guérilla macédo-slave au nord.
La garnison ottomane de Kastoria est une des premières à prendre parti pour la révolution des Jeunes-Turcs en 1908. Elle est rattachée à la 3e armée remplacée en 1911 par la 2e armée. Celle-ci est pratiquement détruite pendant la Première Guerre balkanique : le vilayet est conquis au sud par l'armée grecque et au nord par l'armée serbe qui arrive jusqu'à Monastir.
Au traité de Londres (30 mai 1913), le vilayet est partagé entre l'Albanie, le royaume de Grèce et celui de Serbie.

## Gouverneurs
- novembre 1865 - juillet 1869 : Ismail Hakki Pasha Shehsüvarzade
- juillet 1869 - juillet 1874 : ?
- juillet 1874 - janvier 1875 : Gürcü Ali Saib Pasha
- janvier 1875 - juin 1875 : Baytar Mehmed Refet Pasha
- juin 1875 - septembre 1875 : Bursali Mehmed Redif Pasha
- septembre 1875 - mai 1876: Gürcü Ali Saib Pasha
- mai 1876 - décembre 1876 : Lofçali Ibrahim Dervish Pasha
- décembre 1876 - avril 1877 : Çerkes Abdi Pasha
- avril 1877 - mars 1879 : Asaf Pasha
- mars 1879 - août 1880 : Katircioglu Ahmed Muhtar Pasha
- août 1880 - octobre 1884 : Ahmed Eyyub Pasha
- octobre 1884 - août 1887 : Söylemezoglu  Ali Kemali Pasha
- août 1887 - juin 1889 : Halil Rifat Pasha
- juin 1889 - octobre 1889 : Ahmed Eyyub Pasha
- octobre 1889 - avril 1895 : Selanikli Mehmed Faik Pasha
- avril 1895 - décembre 1901 : Bursali Abdulerim Pasha
- décembre 1901 - février 1903 : Hasan Edip Pasha
- février 1903 - août 1903 : Ali Riza Pasha
- août 1903 - décembre 1906 : Ebubekir Hazim Bey Tepeyran
- décembre 1906 - février 1907 : Ahmed Reshid Bey
- novembre 1908 - octobre 1909 : Fahri Pasha
- octobre 1909 - novembre 1910 : Mektubizade Mehmed Reshid Pasha
- novembre 1910 - janvier 1912 : ?
- janvier 1912 - août 1912 : Yegenaga Ali Münif Bey
- août 1912 - ? : Behcet Yusuf Bey

## Subdivisions
En 1912, le vilayet de Monastir était divisé en cinq sandjaks, à savoir :
- Sandjak de Monastir (Manastır  Sancağı), composé des kazas de Manastır, Pirlepe, Florina, Kıraçova et Ohri
- Sanjak de Sérvia (Serfiçe Sancağı), composé des kazas de Serfiçe, Kozana, Alasonya, Cuma, Nasliç et Grebne
- Sandjak de Debar (Debre Sancağı), composé des kazas de Debre-i bâlâ, Mat, Debre-i Zîr, etc.
- Sandjak d'Elbasan (İlbasan Sancağı), composé des kazas de İlbasan, Grameç et Peklin
- Sandjak de Korçë (Görice Sancağı), composé des kazas de Görice, İstarova, Kolonya et Kesriye

## Personnalités

Personnalités du vilayet de Monastir
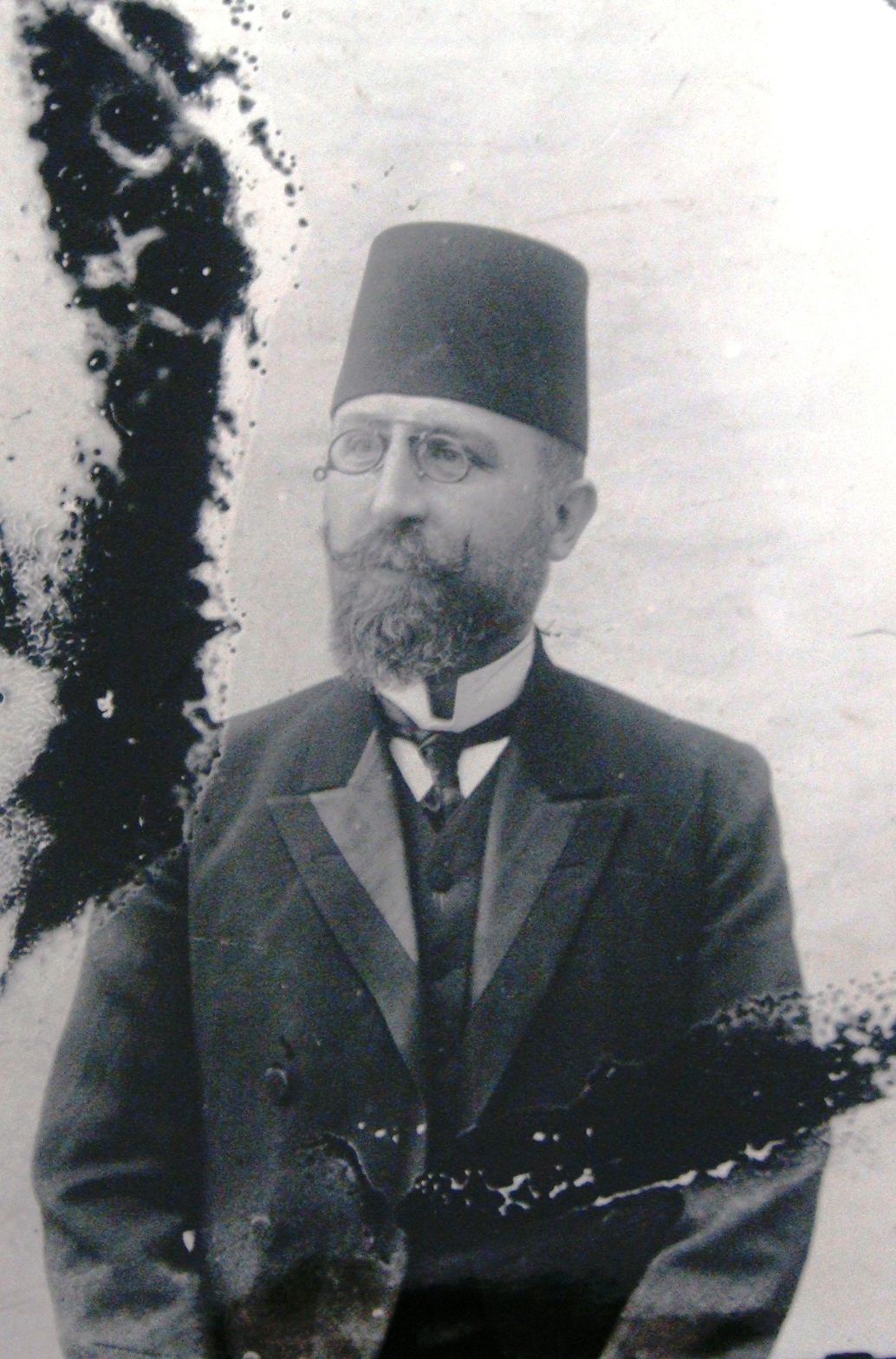
Le gouverneur ottoman de Monastir photographié en 1908
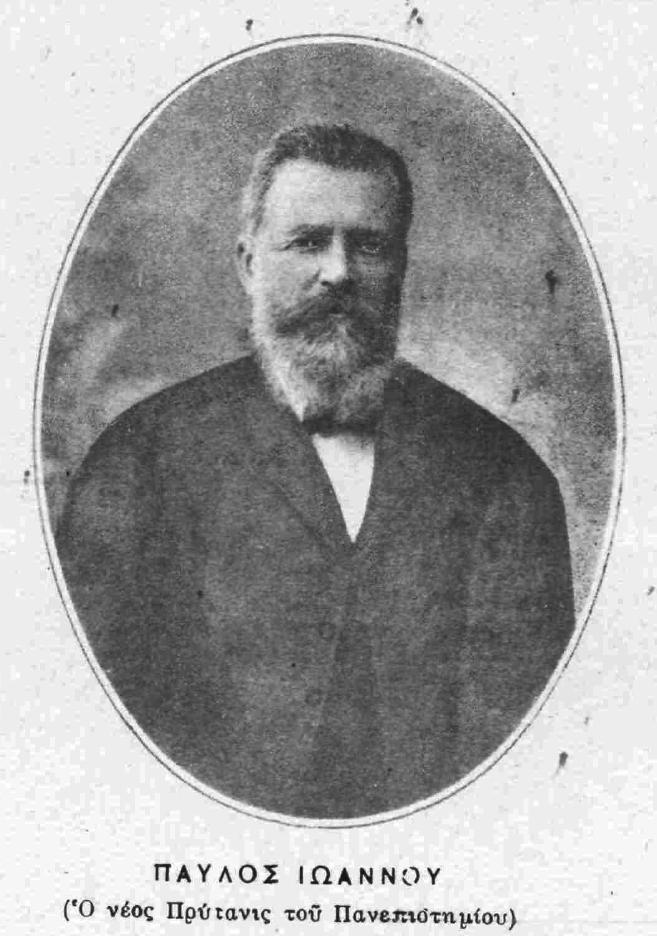
Pavlos Ioannou, universitaire grec né à Kastoria
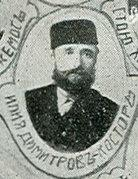
Iliya Dimitrov, insurgé bulgare né à Kastoria
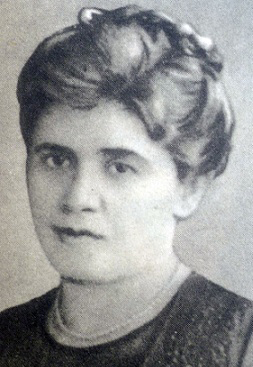
Sevasti Qiriazi (1871-1949), éducatrice albanaise née à Bitola
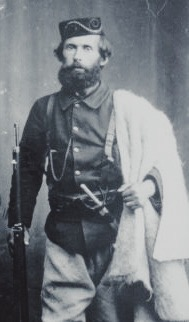
Mihal Grameno (en) (1871-1931), insurgé albanais né à Korçe
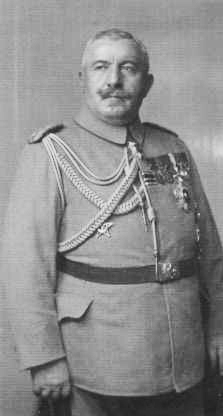
Ahmed Izzet Pacha (1864-1937), général ottoman né à Bitola